# Crystallogobius
Het monotypische geslacht Crystallogobius behoort tot de onderfamilie Gobiinae in de familie grondels (Gobiidae) in de orde van de Baarsachtigen (Perciformes).

## Soort
- Crystallogobius linearis Düben, 1845